# Брунейский доллар
Ринггит Брунея (малайский) или брунейский доллар (английский) — валюта султаната Бруней с 1967 года. Обычно она сокращённо записывается со знаком $, обозначающим доллар, и делится на 100 сенов (в малайском языке) или центов (в английском). Код валюты — BND.
Брунейский доллар привязан к сингапурскому доллару в соотношении 1:1 (Сингапур — один из главных торговых партнёров Брунея).

## История
Ранняя валюта в Брунее включала раковины каури. Бруней известен своими бронзовыми заварными чайниками, которые использовались как валюта в товарообмене вдоль побережья Северного Борнео.
Бруней выпустил оловянные монеты, называемые питис (pitis) в 1285 году хиджры (1868 году нашей эры). Их выпуск последовал за монетами в один цент в 1304 л.х. (1888 н. э.). Этот цент равнялся одной сотой доллара.
Будучи протекторатом Великобритании в начале XX столетия, Бруней использовал доллар Проливов, а позже малайский доллар и доллар Малайи и Британского Борнео до 1967 года, когда Бруней начал выпускать собственную валюту.
Брунейский доллар заменил малайский доллар и британский доллар Борнео в 1967 году после образования Малайзии и объявления о независимости Сингапура. До 23 июня 1973 малайзийский ринггит обменивался по номиналу на сингапурский доллар и брунейский доллар. Министерство финансов Сингапура и Брунейское валютное ведомство всё ещё поддерживают взаимный режим валютного комитета для их двух валют. Доллар принят как «общепринятое платёжное средство» в Сингапуре согласно Договору о взаимозаменяемости валют, хотя не является там законным платёжным средством. Аналогично, сингапурский доллар обычно принимается в Брунее.

## Монеты
В 1967 были введены в обращение монеты номиналом 1, 5, 10, 20 и 50 сенов. За исключением бронзового 1 сена, монеты были изготовлены из медно-никелевого сплава. В 1986 медное плакирование было заменено на бронзу.

## Банкноты
В 1967 году правительство (Kerajaan Бруней) ввело купюры достоинством в 1, 5, 10, 50 и 100 долларов, а в 1979 году — 500 и 1000 долларов. В 1989 году название страны на банкнотах было изменено на официальное название Negara Brunei Darussalam (Государство Бруней-Даруссалам). Купюры достоинством в 10 000 долларов были введены в том же году. На всех купюрах имеется написание как на малайском языке (продублированы латинскими и арабскими буквами), так и на английском языке. Английское наименование появилось на лицевой стороне ниже наименования на малайском языке и на одной линии вместе с яванским.
Были выпущены пять серий купюр. Цвета купюр в 1, 5 и 10 долларов остались неизменны во всех сериях банкнот.

### Серия 1967 года
Первая серия (1967) — купюры с портретом султана Омара Али Сафуддина (Omar Ali Saifuddin), который был 28-м правителем Брунея.
- 1 доллар — синий;
- 5 долларов — зелёный;
- 10 долларов — красный;
- 50 долларов — коричневый;
- 100 долларов — фиолетовый.

### Серия 1972 года
Вторая серия была такой же, как и первая, за исключением того, что портрет султана Омара Али Сафуддина был заменен портретом султана Хассана Болкиаха (Hassanal Bolkiah), 29-го (нынешнего) правителя Брунея. У всей последующей валюты есть портрет султана Хассана Болкиаха. Кроме того, две новые купюры более высоких номиналов были выпущены в 1979.
- 1 ~ 100 долларов — как и серия 1967;
- 500 долларов — оранжевый;
- 1000 долларов — коричневый цвет.

### Серия 1989 года
Третья серия — серия независимости. Эта серия постепенно заменялась четвёртой серией.
- 1 доллар — синий;
- 5 долларов — зелёный;
- 10 долларов — красный;
- 50 долларов — коричневый, зелёный, оранжевый;
- 100 долларов — фиолетовый;
- 500 долларов — апельсиновый;
- 1000 долларов — красная фиалка, фиолетовая, маслина;
- 10 000 долларов — зелёный, оранжевый.

### Серия 1996—2000 годов из полимеров и бумажная серия
Четвёртая серия (1996—2000): все купюры отпечатаны, за исключением тех, которые из-за проблем с полимерами напечатаны не были.

### Серия 2004—2007 годов из полимера
Банкноты из полимера были введены в 2004 году из-за частых случаев подделки банкнот. Все они теперь из полимеров. Купюры достоинством в 100 долларов этой серии выиграли премию — золотую медаль — из-за его повышенной безопасности на 22-м Национальном фестивале премий в области печати, проходившем в Австралии в мае 2005 года.

## Режим валютного курса
Для поддержания курса национальной валюты Бруней использует режим Валютного совета, при котором курс брунейского доллара привязан к сингапурскому (код ISO 4217 — SGD) в соотношении 1:1.